# 第20回クリティクス・チョイス・アワード
第20回クリティクス・チョイス・アワードは、2014年の映画を対象としており、2015年1月15日に発表されA&Eで放送された。

## 受賞一覧

### 作品賞
- 『6才のボクが、大人になるまで。』

### 監督賞
- リチャード・リンクレイター - 『6才のボクが、大人になるまで。』

### 主演男優賞
- マイケル・キートン - 『バードマン あるいは（無知がもたらす予期せぬ奇跡）』

### 主演女優賞
- ジュリアン・ムーア - 『アリスのままで』

### 助演男優賞
- J・K・シモンズ - 『セッション』

### 助演女優賞
- パトリシア・アークエット - 『6才のボクが、大人になるまで。』

### 若手男優・女優賞
- エラー・コルトレーン（英語版） - 『6才のボクが、大人になるまで。』

### アンサンブル演技賞
- 『バードマン あるいは（無知がもたらす予期せぬ奇跡）』

### オリジナル脚本賞
- アレハンドロ・ゴンサレス・イニャリトゥ、ニコラス・ジャコボーン、アレクサンダー・ディネラリス・Jr（英語版）、アルマンド・ボー（英語版） - 『バードマン あるいは（無知がもたらす予期せぬ奇跡）』

### 脚色賞
- ギリアン・フリン - 『ゴーン・ガール』

### アニメーション映画賞
- 『LEGO ムービー』

### アクション映画賞
- 『ガーディアンズ・オブ・ギャラクシー』

### アクション映画男優賞
- ブラッドリー・クーパー - 『アメリカン・スナイパー』

### アクション映画女優賞
- エミリー・ブラント - 『オール・ユー・ニード・イズ・キル』

### SF/ホラー映画賞
- 『インターステラー』

### コメディ映画賞
- 『グランド・ブダペスト・ホテル』

### コメディ男優賞
- マイケル・キートン - 『バードマン あるいは（無知がもたらす予期せぬ奇跡）』

### コメディ女優賞
- ジェニー・スレイト - 『en:Obvious Child』

### 外国語映画賞
- 『フレンチアルプスで起きたこと』

### ドキュメンタリー映画賞
- 『Life Itself 』

### 美術監督賞
- en:Adam Stockhausen、en:Anna Pinnock - 『グランド・ブダペスト・ホテル』

### 撮影賞
- エマニュエル・ルベツキ - 『バードマン あるいは（無知がもたらす予期せぬ奇跡）』

### 衣裳デザイン賞
- ミレーナ・カノネロ - 『グランド・ブダペスト・ホテル』

### 編集賞
- en:Douglas Crise、スティーヴン・ミリオン - 『バードマン あるいは（無知がもたらす予期せぬ奇跡）』

### メイクアップ賞
- 『ガーディアンズ・オブ・ギャラクシー』

### 視覚効果賞
- 『猿の惑星: 新世紀』

### 音楽賞
- Antonio Sánchez - 『バードマン あるいは（無知がもたらす予期せぬ奇跡）』

### 楽曲賞
- en:Glory (Common and John Legend song) - 『グローリー/明日への行進』